# Сушиха
Сушиха (рос. Сушиха) — присілок у Ординському районі Новосибірської області Російської Федерації.
Входить до складу муніципального утворення Усть-Луковська сільрада. Населення становить 559 осіб (2010).

## Історія
Згідно із законом від 2 червня 2004 року органом місцевого самоврядування є Усть-Луковська сільрада.

## Населення
| 2002 | 2007 | 2010 |
| ---- | ---- | ---- |
| 391  | ↘340 | ↗359 |